# Matteo Trentin
Matteo Trentin (Borgo Valsugana, 2 augustus 1989) is een Italiaans wielrenner en veldrijder die sinds 2024 rijdt voor Tudor Pro Cycling Team.

## Biografie
Bij de jeugd combineerde hij het wegwielrennen met het veldrijden. Zo won hij begin 2007 het Italiaans kampioenschap veldrijden bij de junioren. Bij de beloften focuste hij meer op de weg, zo werd hij in 2011 Italiaans wegkampioen waar hij Fabio Aru voorbleef. In december 2006 testte hij in competitie positief op overmatig gebruik van salbutamol, wat hem twee maanden schorsing opleverde.
In augustus 2011 werd hij prof bij de Belgische topploeg Quick Step. Als luitenant voor Tom Boonen maakte hij indruk in de voorjaarsklassiekers. In 2013 reed hij voor het eerst een grote ronde, in de Giro hielp hij zijn kopman Mark Cavendish aan vijf overwinningen. Een maand later kwam hij ook aan de start van de Tour. In de veertiende rit, met aankomst in Lyon, was hij mee in de beslissende vlucht. Hij won de groepsspurt en wist zo zijn eerste grote zege te boeken.
Na zijn overwinning in 2015 in Parijs-Tours, een wedstrijd die hij uitreed aan een gemiddelde snelheid van 49,641 km/u, was Trentin tot 2019 houder van de gele wimpel.
Twee dagen voor de start van de Ronde van Frankrijk van 2022 moest Trentin zich terugtrekken nadat hij positief testte op COVID-19. De Zwitser Marc Hirschi werd opgetrommeld als zijn vervanger.

## Palmares

### Overwinningen
2010
1e etappe Giro della Regione Friuli Venezia Giulia
2011
GP delle Liberazione
Trofeo Alcide Degasperi
 Italiaans kampioen op de weg, Beloften
2012
Gullegem Koerse
2013
14e etappe Ronde van Frankrijk
2014
1e etappe Tirreno-Adriatico (ploegentijdrit)
6e etappe Ronde van Zwitserland
7e etappe Ronde van Frankrijk
2015
2e, 5e en 6e etappe Ronde van Poitou-Charentes
Parijs-Tours
2016
18e etappe Ronde van Italië
4e etappe Ronde van Wallonië
Puntenklassement Ronde van Wallonië
1e etappe Ronde van de Ain
2017
2e etappe Ronde van Burgos
4e, 10e, 13e en 21e etappe Ronde van Spanje
Primus Classic
Parijs-Tours
2018
 Europees kampioenschap op de weg, Elite
5e etappe Ronde van Guangxi
2019
2e etappe Ronde van Valencia
2e en 5e etappe Ruta del Sol
17e etappe Ronde van Frankrijk
2e etappe Ronde van Groot-Brittannië
Puntenklassement Ronde van Groot-Brittannië
Trofeo Matteotti
2021
Trofeo Matteotti
2022
Le Samyn
2e etappe Ronde van Luxemburg
Puntenklassement Ronde van Luxemburg
Ronde van Veneto
2024
4e etappe Ronde van Wallonië
Eindklassement Ronde van Wallonië

### Resultaten in voornaamste wedstrijden
| Jaar | Ronde van Italië | Ronde van Frankrijk | Ronde van Spanje |
| ---- | ---------------- | ------------------- | ---------------- |
| 2011 |                  |                     |                  |
| 2012 |                  |                     |                  |
| 2013 | 118e             | 142e (1)            |                  |
| 2014 |                  | 93e (1)             |                  |
| 2015 |                  | 117e                |                  |
| 2016 | 74e (1)          |                     |                  |
| 2017 |                  | buiten tijd         | 84e (4)          |
| 2018 |                  |                     | 125e             |
| 2019 |                  | 52e (1)             |                  |
| 2020 |                  | 79e                 |                  |
| 2021 |                  |                     | 80e              |
| 2022 |                  |                     |                  |
| 2023 |                  | 107e                |                  |
| 2024 | 82e              |                     |                  |
| 2025 |                  | 99e                 |                  |

| Jaar | Milaan-San Remo | Gent-Wevelgem | Ronde van Vlaanderen | Parijs-Roubaix | Amstel Gold Race | Ronde van Lombardije | E3 Harelbeke | Parijs-Tours | Brabantse Pijl |  | WK op de weg |  | Wereldranglijsten |
| ---- | --------------- | ------------- | -------------------- | -------------- | ---------------- | -------------------- | ------------ | ------------ | -------------- |  | ------------ |  | ----------------- |
| 2011 |                 |               |                      |                |                  | opgave               |              |              |                |  |              |  | 215e (UWT)        |
| 2012 | opgave          | 64e           | opgave               | opgave         |                  |                      | 90e          |              |                |  | 120e         |  |                   |
| 2013 |                 |               |                      |                |                  |                      |              |              |                |  |              |  | 113e (UWT)        |
| 2014 | opgave          | 15e           | 58e                  | 95e            |                  |                      |              |              |                |  |              |  | 92e (UWT)         |
| 2015 |                 | 28e           | 88e                  | 51e            |                  | opgave               | ↑            | ↑            |                |  | 34e          |  | 74e (UWT)         |
| 2016 | 10e             | 47e           | 34e                  | 36e            | 58e              |                      | 12e          | 4e           |                |  | opgave       |  | 93e (UWT)         |
| 2017 | 55e             | 51e           | 13e                  | 88e            |                  |                      | 22e          | ↑            |                |  | 4e           |  | 61e (UWT)         |
| 2018 | 37e             | 7e            | 45e                  | opgave         |                  |                      | 11e          |              |                |  |              |  | 77e (UWT)         |
| 2019 | 10e             | 7e            | 21e                  | 43e            | 10e              | opgave               | 7e           |              |                |  | ↑            |  | 19e (UWR)         |
| 2020 | opgave          | ↑             | 62e                  |                |                  |                      |              |              | 75e            |  |              |  | 59e (UWR)         |
| 2021 | 12e             | ↑             | 57e                  | opgave         | 12e              |                      | 18e          |              | ↑              |  | opgave       |  |                   |
| 2022 |                 | 70e           | 34e                  | 43e            | 17e              |                      |              | 26e          | 22e            |  | 5e           |  |                   |
| 2023 | 19e             | 21e           | 10e                  | 19e            | 5e               |                      | opgave       | 107e         | opgave         |  | opgave       |  |                   |
| 2024 | 21e             | 10e           | 19e                  |                |                  |                      | 24e          | 11e          |                |  |              |  |                   |
| 2025 | 9e              | 15e           | 22e                  |                | opgave           |                      | 14e          |              | 87e            |  |              |  |                   |

### Resultaten in kleinere rondes
| Jaar | Tour Down Under | Parijs-Nice | Tirreno-Adriatico | Ronde van Zwitserland | Critérium du Dauphiné | Ronde van Polen | Eneco Tour | Ronde van Peking Ronde van Guangxi |
| ---- | --------------- | ----------- | ----------------- | --------------------- | --------------------- | --------------- | ---------- | ---------------------------------- |
| 2011 |                 |             |                   |                       |                       |                 | 80e        | 64e                                |
| 2012 | 64e             |             |                   | 84e                   |                       | 44e             |            |                                    |
| 2013 |                 |             |                   |                       |                       |                 |            |                                    |
| 2014 | 101e            |             | 134e              | 86e (1)               |                       |                 | 58e        |                                    |
| 2015 |                 |             |                   | 59e                   |                       |                 |            |                                    |
| 2016 |                 |             | 34e               |                       |                       |                 |            |                                    |
| 2017 |                 |             | 50e               | 77e                   |                       |                 |            |                                    |
| 2018 |                 | 32e         |                   |                       |                       | opgave          |            | 21e (1)                            |
| 2019 |                 | 39e         |                   | 49e                   |                       |                 |            | 16e                                |
| 2020 |                 |             |                   |                       |                       |                 |            |                                    |
| 2021 |                 |             |                   |                       |                       |                 |            |                                    |
| 2022 | opgave          |             | opgave            |                       |                       |                 |            |                                    |
| 2023 |                 | 95e         |                   |                       | 74e                   |                 | 9e         |                                    |
| 2024 |                 | 73e         |                   |                       |                       |                 | 13e        |                                    |
| 2025 |                 | 39e         |                   |                       |                       |                 |            |                                    |

(*) tussen haakjes aantal individuele etappe-overwinningen

## Ploegen
- 2011 –  Quick Step Cycling Team (vanaf 1 augustus)
- 2012 –  Omega Pharma-Quick Step
- 2013 –  Omega Pharma-Quick Step Cycling Team
- 2014 –  Omega Pharma-Quick Step Cycling Team
- 2015 –  Etixx Quick-Step
- 2016 –  Etixx-Quick Step
- 2017 –  Quick-Step Floors
- 2018 –  Mitchelton-Scott
- 2019 –  Mitchelton-Scott
- 2020 –  CCC Team
- 2021 –  UAE Team Emirates
- 2022 –  UAE Team Emirates
- 2023 –  UAE Team Emirates
- 2024 –  Tudor Pro Cycling Team
- 2025 –  Tudor Pro Cycling Team

Bandiera · Boonen · Cappelle · Cataldo · Chavanel · Chicchi · Ciolek · De Weert · Devenyns · Engels · Keisse · de Maar · Maes · Malacarne · Pineau · Reda · Robert · Seeldraeyers · Stauff · Steegmans · Štybar · Terpstra · Tratnik · Vandewalle · Van Impe · Van Keirsbulck · Vermote · Trentin (stagiair)
Bandiera · Boonen · Brammeier · Cataldo · Chavanel · Chicchi · Ciolek · De Weert · Devenyns · Fenn · Gołaś · Grabsch · Keisse · Kwiatkowski · Leipheimer · Maes · Martin     · Pauwels · Pineau · Raboň · Steegmans · Štybar · Terpstra · Trentin · Vandenbergh · Vandewalle · Van Keirsbulck · P. Velits · M. Velits · Vermote · Hoorne (stagiair) · Sénéchal (stagiair)
Alaphilippe · Bakelants · Boonen · Brambilla · Cavendish · De Gendt · De Weert · Fenn · Gołaś · Keisse · Kwiatkowski  · Maes · Martin   · Meersman · Pauwels · Petacchi · Poels · Renshaw · Serry · Steegmans · Štybar · Terpstra · Trentin · Urán · Vakoč · Vandenbergh · Van Keirsbulck · M. Velits · Vermote · Verona
Alaphilippe · Boonen · Bouet · Brambilla · Cavendish · de la Cruz · Gołaś · Keisse · Kwiatkowski  · Lampaert · Maes · Martin · Meersman · Renshaw · Sabatini · Serry · Štybar · Terpstra · Trentin · Urán · Vakoč · Vandenbergh · Van Keirsbulck · M. Velits · Vermote · Verona · Wisniowski · Contreras (stagiair) · Gaviria (stagiair)
Alaphilippe · Boonen · Bouet · Brambilla · Contreras · de la Cruz · De Plus · Gaviria · Jungels · Keisse · Kittel · Lampaert · Maes · D. Martin · T. Martin   · Martinelli · Meersman · Richeze · Sabatini · Serry · Štybar · Terpstra · Trentin · Vakoč · Vandenbergh · Van Keirsbulck · Velits · Vermote · Verona · Wiśniowski · Costa (stagiair) · García (stagiair) · Sisr (stagiair)
Alaphilippe · Bauer · Boonen (tot 09/04) · Brambilla · Capecchi · Cavagna · de la Cruz · De Plus · Declercq · Devenyns · Gaviria · Gilbert · Jungels · Keisse · Kittel · Lampaert · Martin · Martinelli · Mas · Richeze · Sabatini · Schachmann · Serry · Štybar · Terpstra · Trentin · Vakoč · Velits · Vermote · Hodeg (stagiair) · Kasperkiewicz (stagiair)
Albasini · Bauer · Bewley · Chaves · Durbridge · Edmondson · Ewan · Haig · Hamilton · Hayman · Hepburn · Howson · Impey · Juul-Jensen · Kluge · Kreuziger · Meyer · Mezgec · Nieve · Power · Trentin  · Tuft · Verona · A. Yates · S. Yates
Affini · Albasini · Bauer · Bewley · Bookwalter · Chaves · Durbridge · Edmondson · Grmay · Haig · Hamilton · Hayman · Hepburn · Howson · Impey · Juul-Jensen · Meyer · Mezgec · Nieve · Schultz · Scotson · Smith · Stannard · Trentin  · A. Yates · S. Yates
Barta · Bevin · Černý · De la Parte · De Marchi · Geschke · Gradek · Hirt · Koch · Kotsjetkov · Mareczko · Masnada · Małecki · Paluta · Pauwels · Rosskopf · Sajnok · Schär · Trentin · Valter · Van Avermaet  · Van Hoecke · Van Hooydonck · Van Keirsbulck · Ventoso · Wiśniowski · Zakarin · Zimmermann
Ardila · Ayuso (vanaf 15 juni) · Bjerg · Bystrøm · Conti · Costa · Covi · De la Cruz · Dombrowski · Fisher-Black (vanaf 14 juli) · Formolo · Gaviria · Gibbons · Hirschi · Kristoff · Laengen · Majka · Marcato · McNulty · Mirza · Molano · Muñoz · I. Oliveira · R. Oliveira · Pogačar · Polanc · Raboesjenka · Richeze · Trentin · Troia · Ulissi· Groß (stagiair)
Ackermann · Almeida · Ardila · Ayuso · Bennett · Bjerg · Brunel (tot 2/6) · Costa · Covi · Fisher-Black · Formolo · Gaviria · Gibbons · Groß · Hirschi · Hodeg · Laengen · Majka · McNulty · Mirza · Molano · I. Oliveira · R. Oliveira · Pogačar · Polanc · Richeze · Soler · Suter · Trentin · Troia · Ulissi · Andersen (stagiair) · Kluckers (stagiair) · Knight (stagiair)
Ackermann · Almeida · Ayuso · Bax · Bennett · Bjerg · Christen (vanaf 1/8) · Covi · Fisher-Black · Formolo · Gibbons · Groß · Großschartner · Hirschi · Hodeg · Laengen · Majka · McNulty · Molano · Novak · I. Oliveira · R. Oliveira · Pogačar · Polanc (tot 15/5) ·  Soler · Trentin · Ulissi · Vine · Vink · Wellens · Yates · Glivar (stagiair)
Bohli · Brenner · Brun · Charrin · Dainese · de Kleijn · J. Eriksson · L. Eriksson · Froidevaux · Heming · Kamp · Kelemen · Kluckers · Kolze Changizi · Krieger · Mayrhofer · Pellaud · Pluimers · Reichenbach · Rondel (vanaf 20/7) · Storer · Stork · Suter · Thalmann · Trentin · Voisard · Wilksch · Wirtgen · Zijlaard